# UFC on ESPN: Covington vs. Lawler
UFC on ESPN: Covington vs. Lawler（ユーエフシー・オン・イーエスピーエヌ：ドス・アンジョス・バーサス・エドワーズ、別名UFC on ESPN 5）は、アメリカ合衆国の総合格闘技団体「UFC」の大会の一つ。2019年8月3日、ニュージャージー州ニューアークのプルデンシャル・センターで開催された。

## 大会概要
本大会ではコルビー・コヴィントンとロビー・ローラーによるウェルター級戦が組まれた。

## 試合結果

### プレリミナリーカード
第1試合 女子フライ級 5分3R
○  ミランダ・グレンジャー vs.  ハンナ・ゴールディ ×
3R終了 判定3-0（30–27、30–27、30-27）
第2試合 79.8kg契約 5分3R
○  クラウディオ・シウバ vs.  コール・ウィリアムズ ×
1R 2:35 リアネイキドチョーク
※ウィリアムズの体重超過によりウェルター級から変更。
第3試合 女子フライ級 5分3R
○  ローレン・マーフィー vs.  マーラ・ロメロ・ボレラ ×
3R 1:46 TKO（左膝蹴り→グランドの肘打ち）
第4試合 フライ級 5分3R
○  マット・シュネル vs.  ジョーダン・エスピノーサ ×
1R 1:23 三角絞め
第5試合 女子フライ級 5分3R
○  アントニーナ・シェフチェンコ vs.  ルーシー・プディロヴァ ×
2R 1:20 TKO（リアネイキドチョーク）
第6試合 ウェルター級 5分3R
○  ミッキー・ガル vs.  サリム・トゥアリ ×
3R終了 判定3-0（29-28、29-28、29-28）

### メインカード
第7試合 ライトヘビー級 5分3R
○  ケネディ・エンジーチュクー vs.  ダルコ・ストシッチ ×
3R終了 判定3-0（29-26、29-26、28-27）
第8試合 58.5kg契約 5分3R
○  スコット・ホルツマン vs.  マー・ドンヒョン ×
2R終了 TKO（ドクターストップ）
※ドンヒョンの体重超過によりライト級から変更。
第9試合 ミドル級 5分3R
○  ジェラルド・マーシャート vs.  トレヴィン・ジャイルズ ×
3R 1:49 TKO（ギロチンチョーク）
第10試合 ライト級 5分3R
○  ナスラット・ハクパラスト vs.  ジョアキム・シウバ ×
2R 0:36 KO（左フック→パウンド）
第11試合 ライト級 5分3R
○  ジム・ミラー vs.  クレイ・グイダ ×
1R 0:58 TKO（ギロチンチョーク）
第12試合 ウェルター級 5分5R
○  コルビー・コヴィントン vs.  ロビー・ローラー ×
5R終了 判定3-0（50–44、50–45、50–45）

### 各賞
ファイト・オブ・ザ・ナイト： アントニーナ・シェフチェンコ vs. ルーシー・プディロヴァ
パフォーマンス・オブ・ザ・ナイト： ナスラット・ハクパラスト、マット・シュネル
各選手にはボーナスとして5万ドルが授与された。

### カード変更
負傷などによるカードの変更は以下の通り。